# Antonín Kinský (football, 2003)
Confusion possible avec Antonín Kinský (son père).
Pour les articles homonymes, voir Kinsky.
Antonín Kinský, né le 13 mars 2003 à Prague en Tchéquie, est un footballeur tchèque qui évolue au poste de gardien de but au Tottenham Hotspur.

## Biographie

### Carrière en club
Né à Prague en Tchéquie, Antonín Kinský est formé par différents clubs de la capitale, à commencer par le FC Tempo Prague, puis le Bohemians 1905 et enfin le Dukla Prague.
Le 28 juillet 2021, Antonín Kinský rejoint le SK Slavia Prague, avec lequel il signe un contrat courant jusqu'en juin 2025.
Antonín Kinský est prêté au FK Pardubice à l'été 2023 pour une saison.
Bien qu'il soit titulaire lors des deux premiers matchs avec Pardubice, il est suspendu pour quatre matchs après avoir reçu un carton rouge lors de sa deuxième apparition. Il enchaîne ensuite les pépins physiques, étant touché au genou, testé positif à la mononucléose et ayant subi une blessure au coude, ce qui l'éloigne des terrains pendant quatre mois. Il fait son retour à la compétition en décembre 2023 où il retrouve une place de titulaire. Kinský se distingue sur le reste de la saison en étant l'un des gardiens les plus performants du championnat sur la saison 2023-2024. Au total, il enregistre six matchs sans encaisser de but ; et le FK Pardubice souhaite le recruter définitivement à la fin de son prêt, mais n'a pas les fonds pour le faire. L'avenir du jeune portier de 21 ans est alors incertain. Il ne souhaite pas être de nouveau prêté, mais la concurrence est rude au Slavia avec la présence de trois gardiens expérimentés que sont Ondřej Kolář, Aleš Mandous et surtout Jindřich Staněk, le titulaire.
Lors de l'été 2024, il fait son retour au SK Slavia Prague où il est cette fois intégré à l'équipe première et doit briguer une place de gardien numéro un dans les buts du Slavia. En effet, la blessure de Jindřich Staněk contractée à l'Euro 2024, l'éloigne des terrains pour une longue durée et rebat les cartes pour le poste de gardien. Jindřich Trpišovský, l'entraîneur du Slavia, souhaite alors donner sa chance à Antonín Kinský.
Avec le Slavia, il fait ses débuts en Ligue des champions face au Royale Union saint-gilloise le 7 août 2024. Il est titularisé et son équipe l'emporte par trois buts à un.
Le 5 janvier 2025, lors du mercato hivernal, Antonín Kinský est recruté par Tottenham Hotspur. Le gardien de 21 ans signe un contrat courant jusqu'en juin 2031 et vient notamment renforcer le poste de gardien de but puisque Guglielmo Vicario, l'habituel titulaire, est blessé pour plusieurs mois. Il a fait ses débuts le 8 janvier lors du premier match de demi-finale de la Coupe de la Ligue anglaise contre Liverpool, en gardant sa cage inviolée lors de la victoire 1-0.

### En sélection
Antonín Kinský représente l'équipe de Tchéquie des moins de 19 ans, jouant au total huit matchs avec cette sélection entre 2021 et 2022.
Kinský joue son premier match avec l'équipe de Tchéquie espoirs le 22 novembre 2022 contre la Norvège. Il est titularisé mais son équipe est battue par quatre buts à zéro.

## Vie privée
Antonín Kinský porte le même nom que son père, Antonín Kinský, ancien footballeur professionnel international tchèque, également gardien de but.